# Werner Kaegi (Historiker)

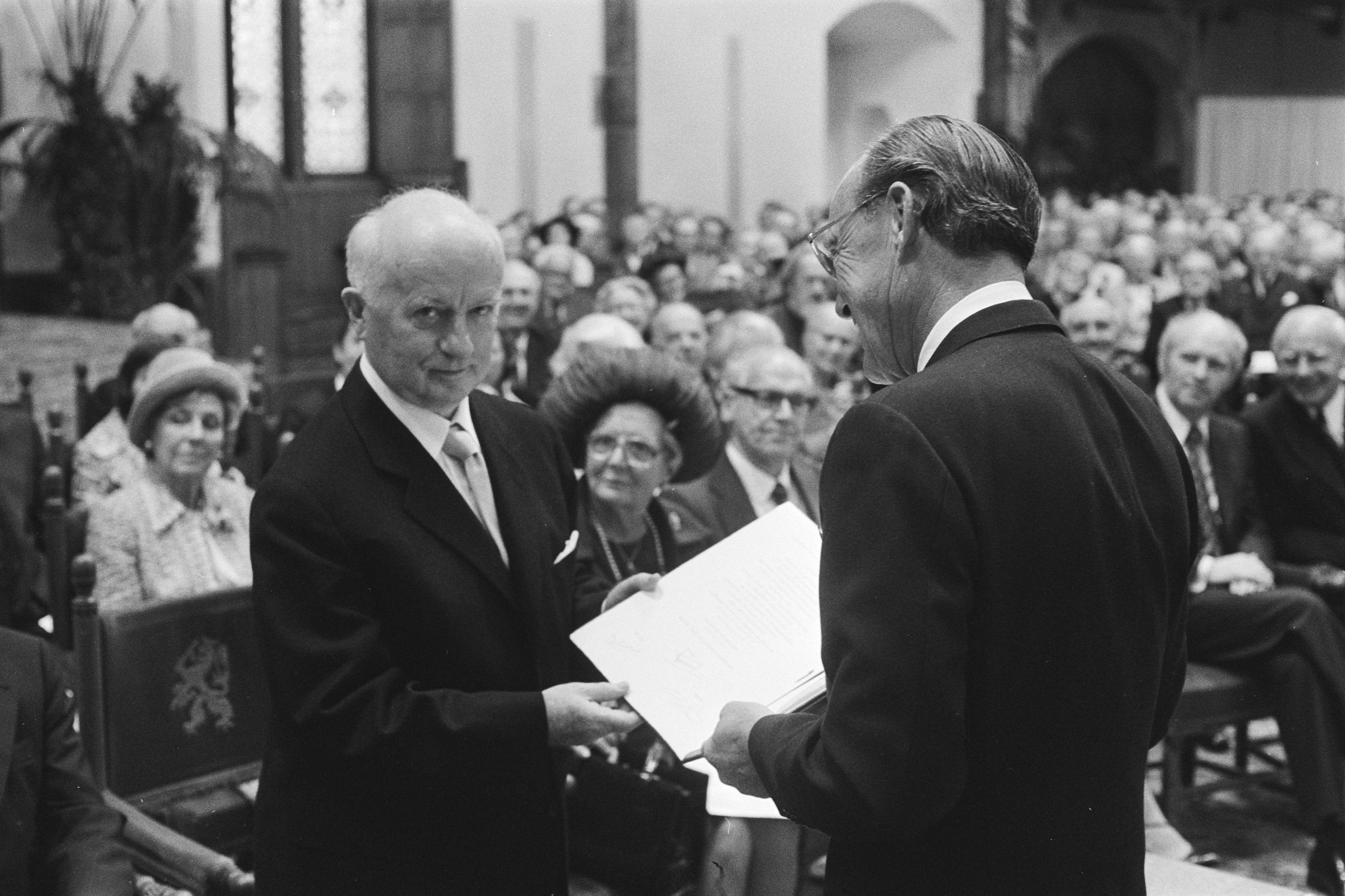
Kaegi (1977)

Werner Kaegi (* 22. Februar 1901 in Oetwil am See; † 15. Juni 1979 in Basel) war ein
Schweizer Historiker.

## Leben und Wirken

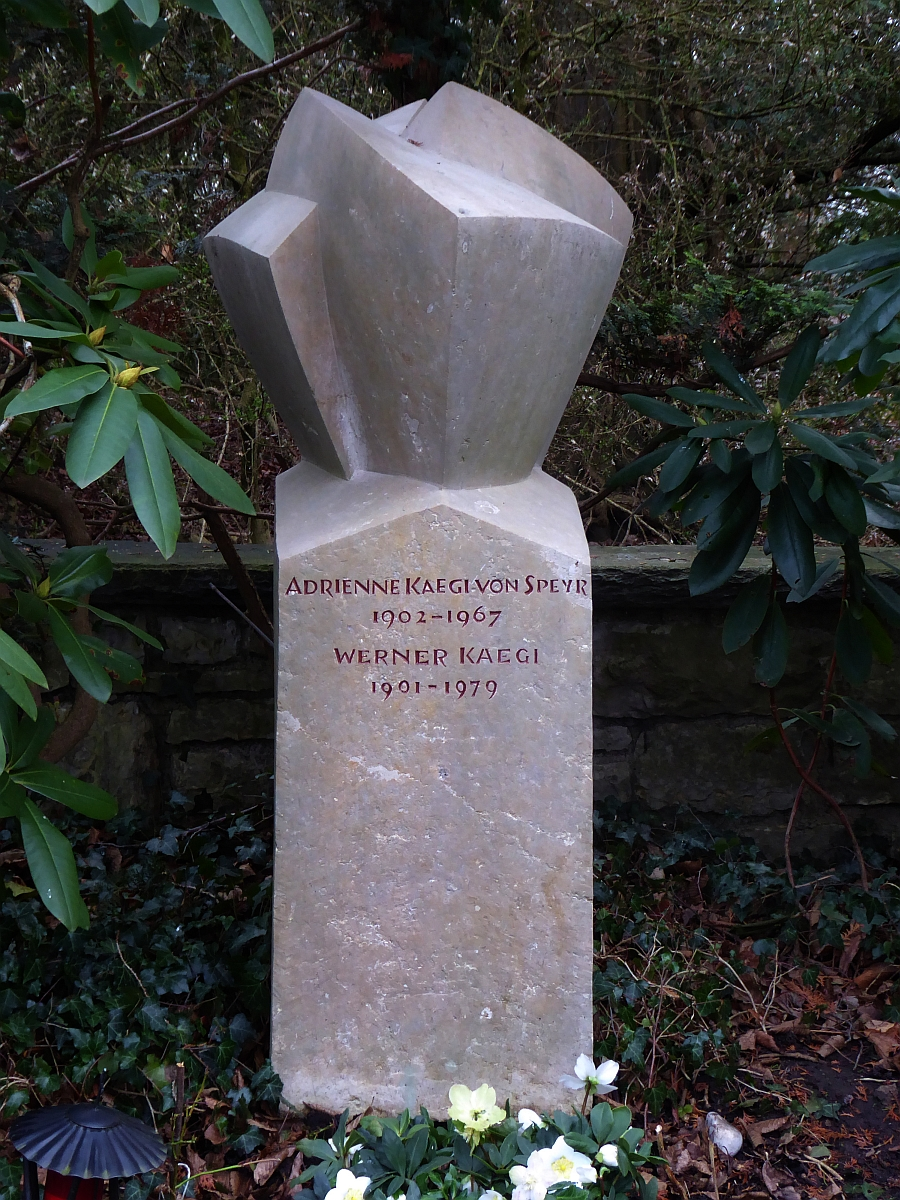
Grab auf dem Friedhof am Hörnli, Riehen, Basel

Werner Kaegi war Sohn von Paul Kägi, reformierter Pfarrer in Oetwil am See. Nach dem Besuch des Literaturgymnasiums in Zürich studierte er  von 1919 bis 1924 an den Universitäten Zürich, Leipzig und Florenz Geschichte, Kunstgeschichte und italienische Literatur. 1924 wurde Kaegi in Leipzig mit einer Arbeit zu Hutten und Erasmus. Ihre Freundschaft und ihr Streit zum Dr. phil. promoviert. Weitere Studien führten ihn nach Paris und Basel. Er wurde 1933 an der Universität Basel habilitiert und 1935 zum Ordinarius für Mittlere und Neuere Geschichte berufen. Kaegi wirkte dort bis 1971 und hatte viele, auch nicht-studentische Hörer und Hörerinnen. Er erarbeitete sich einen achtsemestrigen Vorlesungszyklus, der vom spätrömischen Reich bis zur französischen Revolution führte und den er immer wieder ergänzte. Der fast gleichaltrige Kollege, Edgar Bonjour, der kurz vorher auf den Lehrstuhl für Schweizer Geschichte und neuere allgemeine Geschichte der Universität Basel berufen worden war, schreibt über ihr Verhältnis in seinen Erinnerungen: „Kaegi betonte, seiner Veranlagung und Neigung gemäß, die Geistes- und Kulturgeschichte, ich die politische und institutionelle, beide widmeten wir uns auch der Historiographie [...]“, und Bonjour erwähnt „die tüchtigen Dissertationen [...] die aus unseren Seminarien hervorgingen und die wir in der von uns beiden gemeinsam herausgegebenen Reihe Basler Beiträge zur Geschichtswissenschaft veröffentlichten“.
Kaegi forschte hauptsächlich zur Geistes- und Ideengeschichte. Zu nennen ist insbesondere eine umfangreiche Biografie Jacob Burckhardts. Er übertrug unter anderem Werke des niederländischen Kulturhistorikers Johan Huizinga ins Deutsche.
1948 wurde er auswärtiges Mitglied der Königlich Niederländischen Akademie der Wissenschaften. Ab 1951 war Kaegi Mitglied der Deutschen Akademie für Sprache und Dichtung. 1976 wurde er gewähltes Mitglied der American Philosophical Society. Er erhielt 1954 den Gottfried-Keller-Preis, 1971 den Jacob-Burckhardt-Preis der Basler Johann-Wolfgang-von-Goethe-Stiftung und 1977 den Erasmuspreis.
Werner Kaegi war ab 1935 mit Adrienne von Speyr verheiratet, der Witwe seines Amtsvorgängers Emil Dürr, die als katholische Mystikerin und durch ihre Zusammenarbeit mit Hans Urs von Balthasar bekannt wurde.
Sein Nachlass wird in der Paul-Sacher-Stiftung in Basel verwahrt.

## Werke (Auswahl)
- Jacob Burckhardt. 7 Bände. Schwabe Verlag, Basel 1947–1982.
  - Band I: Kindheit und frühe Jugend. Mit 27 Abbildungen.
  - Band II: Das Erlebnis der geschichtlichen Welt. Mit 32 Abbildungen.
  - Band III: Die Zeit der klassischen Werke. Mit 32 Tafeln.
  - Band IV: Das historische Amt und die späten Reisen. Mit 33 Tafeln.
  - Band V: Das neuere Europa und das Erlebnis der Gegenwart. Mit 29 Tafeln.
  - Band VI, 1/2: Weltgeschichte, Mittelalter-Kunstgeschichte, die letzten Jahre 1886–1897. Mit 29 Tafeln.
  - Band VII: Griechische Kulturgeschichte, das Leben im Stadtstaat, die Freunde, mit Personen- und Ortsregister zum Gesamtwerk.
- Historische Meditationen [I]; Fretz & Wasmuth Verlag, Zürich 1942, 313 S., ill.; darin die Aufsätze: Entstehung der Nationen; Die Rheingrenze in der Geschichte Alemanniens; Erasmus von Rotterdam; Vom Glauben Machiavellis; Machiavelli in Basel; Erasmus im 18. Jahrhundert; Voltaire und der Zerfall des christlichen Geschichtsbildes; Der Kleinstaat im europäischen Denken.
- Europäische Horizonte im Denken Jacob Burckhardts: Drei Studien; Winterthur 1962 (Neujahrsblatt der Buchdruckerei Winterthur; 9), darin die Aufsätze: Jacob Burckhardt und die englisch sprechende Welt; Spanien und die Gegenreformation; Niederländische Blütezeit und italienische Klassik.
- Historische Meditationen, [Band 3], eingeleitet und hrsg. von René Teuteberg, Schwabe, Basel 1994, (mit Werkverzeichnis), ISBN 3-7965-0965-7.